# Athetis grisescens
Athetis grisescens là một loài bướm đêm trong họ Noctuidae.